# Palmenhaus (Wien)

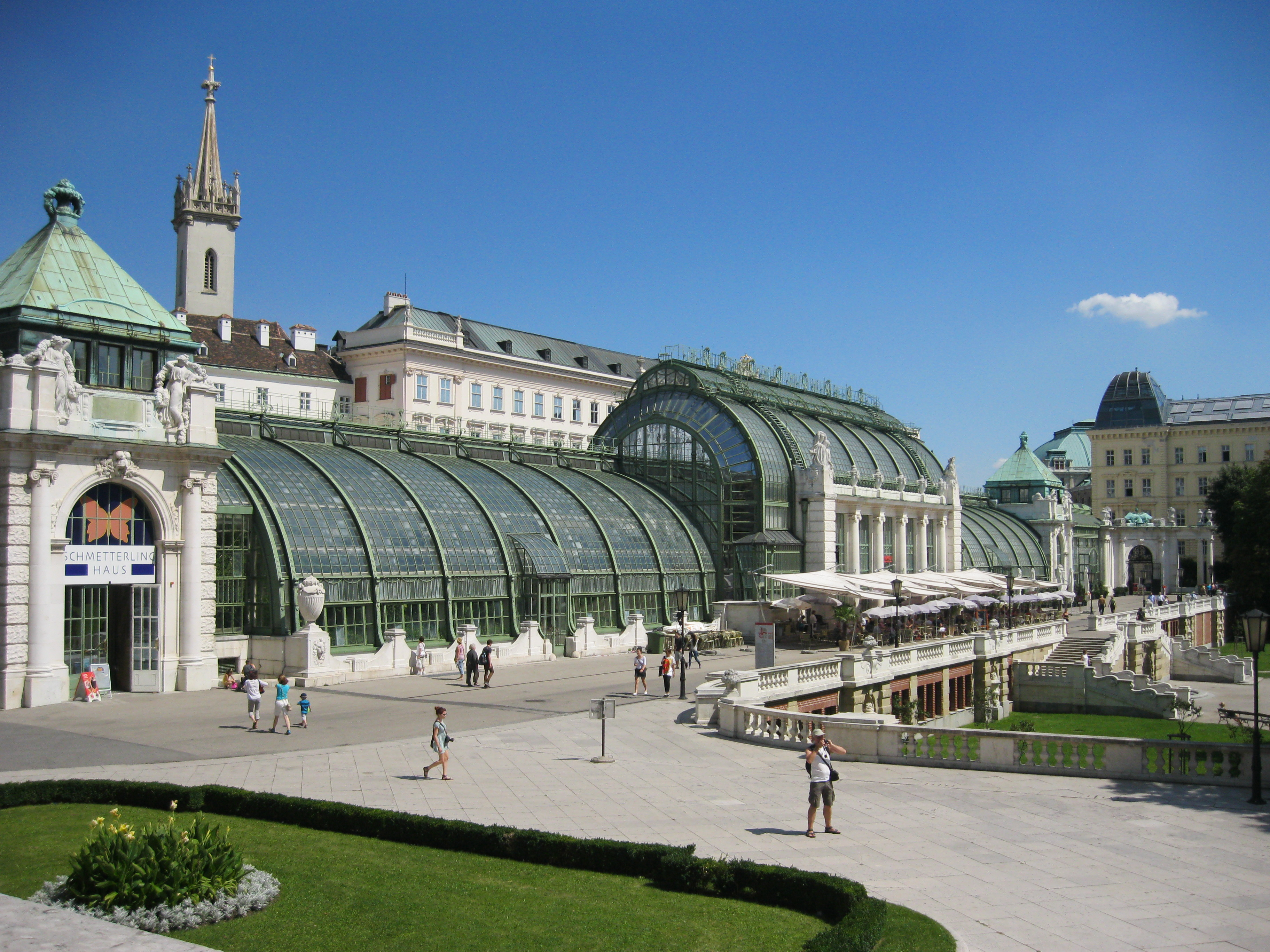
Das Palmenhaus im Burggarten ist im Sommer beliebter Treffpunkt

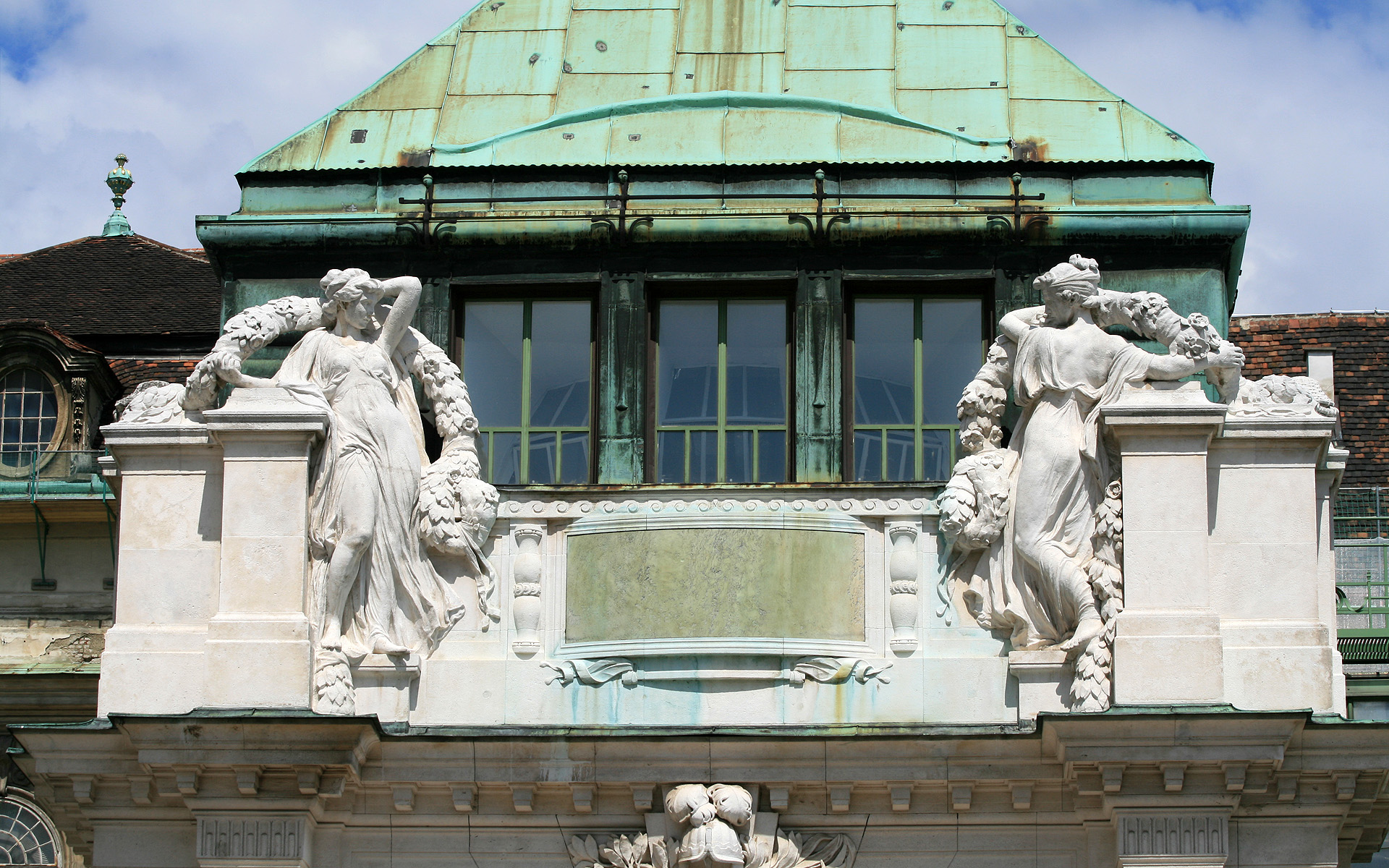
Detail der Jugendstil-Fassade

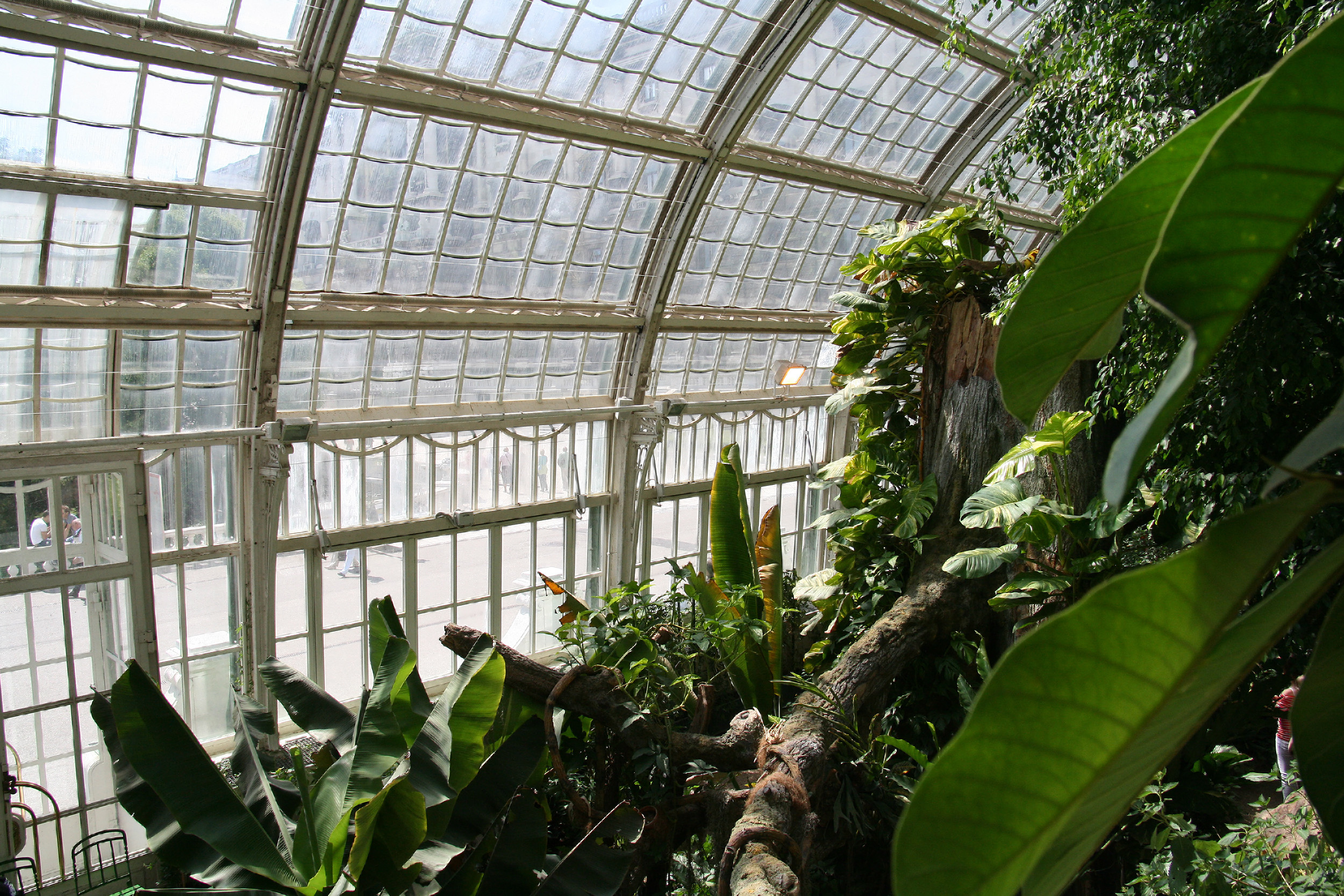
Innenansicht des Schmetterlinghauses

Das Palmenhaus (auch: Glashaus) ist ein Gebäude im 1. Wiener Gemeindebezirk Innere Stadt. Es befindet sich am Rand des Burggartens in der Nähe der Albertina und der Staatsoper. Es hat eine Länge von 128 Metern und eine Grundfläche von rund 2.050 m².

## Geschichte
Das ursprüngliche, klassizistische Gewächshaus wurde von 1823 bis 1826 nach Plänen von Ludwig von Remy errichtet und orientierte sich architektonisch an der Orangerie in Schönbrunn. Die hintere Wand des Gebäudes war ein Teil der damaligen Wiener Stadtmauer. Nachdem das Gewächshaus um die Jahrhundertwende abgerissen worden war, erfolgte 1902–1906 ein vom Jugendstil beeinflusster Neubau nach Entwürfen des Hofarchitekten Friedrich Ohmann. Die Dekorationen am Mitteltrakt (Vasen, Frauenfiguren mit Kränzen, Knaben) stammen von Josef Václav Myslbek.
Das Palmenhaus war von 1919 bis 1938 Sitz und Ausstellungsort der Kunstgemeinschaft, einer Vereinigung bildender Künstler.
1988 wurde das Gebäude aus Sicherheitsgründen gesperrt, von 1996 bis 1998 erfolgte eine rund 13 Millionen Euro teure Generalsanierung. 1998 konnte das Palmenhaus schließlich wieder eröffnet werden. Der mittlere Teil wird von einem gastronomischen Betrieb genutzt, der linke Flügel beherbergt das Schmetterlinghaus, der rechte Flügel wird von den Österreichischen Bundesgärten als Gewächshaus genutzt.